# Лаку ноћ, децо (ТВ серија из 1989)
"Лаку ноћ, децо" је била краткометражна дечја телевизијска серија Редакције програма за децу и младе РТВ Београда, која се првобитно емитовала од 1989. до 1993. Уредник серије је била Донка Шпичек.
"Лаку ноћ, децо“ је била серија у којој су ликови лутке - животиње у шуми, намењена најмлађој деци пред одлазак на спавање. Био је то јако леп и нежан приказ животиња путем лутака, где су животиње у шуми приказане као пријатељи и једна велика породица. Емитовао се на телевизији Београд (РТБ, касније РТС - ТВБ) око 19:05, а трајање једне епизоде је било између 4 и 6 минута.

## Улоге
| Глумац                        | Улога                                                      |
| ----------------------------- | ---------------------------------------------------------- |
| Драган Лаковић (до 1990)      | Лав, Bук                                                   |
| Властимир Ђуза Стојиљковић    | Зец, Гавран, Мачак, Кокошка 1                              |
| Љубиша Бачић                  | Магарац, Пас; Јеж, Крокодил                                |
| Предраг Лаковић               | Меда, Паун, Петао, Деда миш, Жаба 2                        |
| Бранимир Брстина (после 1990) | Вук, Лав                                                   |
| Даница Максимовић             | Лисица, Георгина - цвет, Гуска 1, Папагај, Корњача, Жирафа |
| Татјана Лукјанова             | Миш, Гуска 2, Кокошка 2, Пиле, Славуј                      |
| Тамара Павловић               | Корњача (песме)                                            |
| Златко Фрлић                  | Паун, Папагај.                                             |

Сценарио: Владимир Андрић
Редитељ: Владимир Алексић
Лутке и сценографија: Гордана Поповић